# KZ-Außenlager Hamburg-Hammerbrook

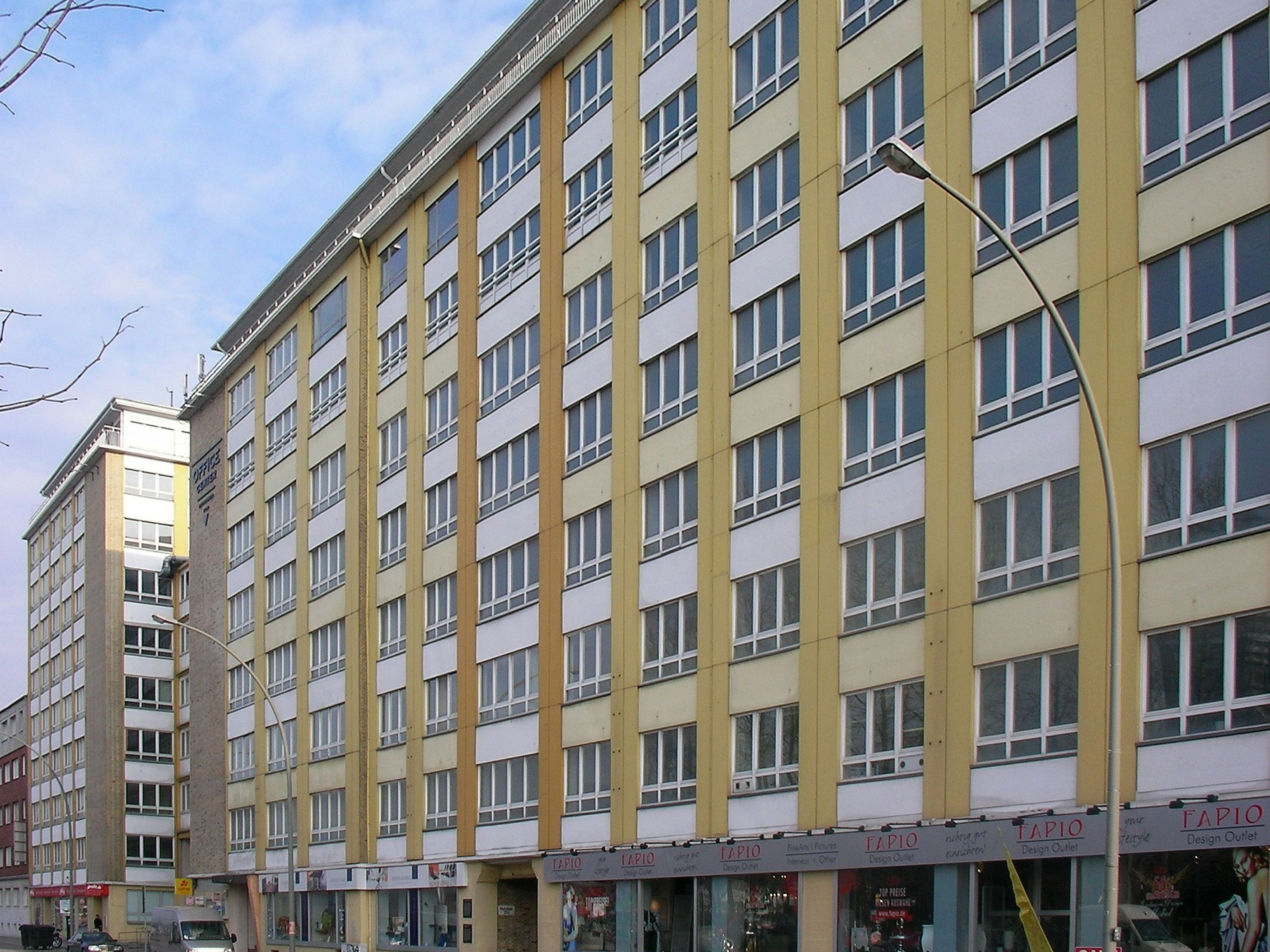
Das ehemalige KZ-Außenlager in der Spaldingstraße 152–162

Das Außenlager Hamburg-Hammerbrook (auch Außenlager Spaldingstraße) war ein KZ-Außenlager im Hamburger Stadtteil Hammerbrook und mit rund 2000 Häftlingen das größte Außenlager des KZ Neuengamme. Es bestand von Oktober 1944 bis April 1945 und befand sich in der Georgsburg, einer ehemaligen Tabakfabrik.

## Geschichte

### Gebäude

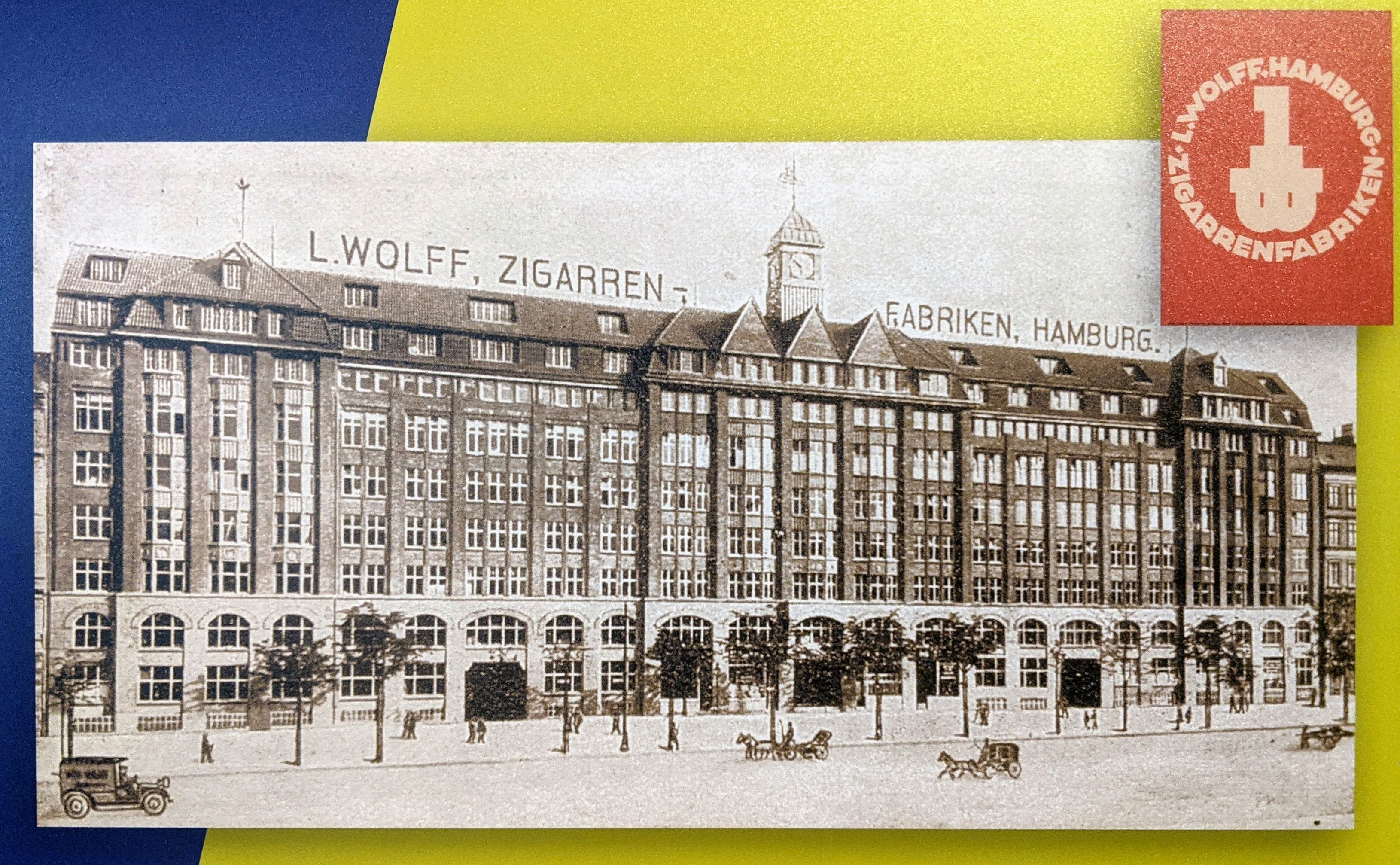
Historische Ansicht der Georgsburg im Foyer des Hostels

Die Georgsburg wurde 1910 errichtet und diente zunächst als Tabakfabrik und -lager für die Firma L. Wolff. Der westliche Teil des Gebäudes weist heute acht, der östliche Teil neun Stockwerke auf. Es liegt unmittelbar an der Spaldingstraße, einer der meist befahrenen Einfallstraßen der Stadt. Die Rückseite des Komplexes lag ursprünglich direkt an einem der Hammerbrooker Kanäle, heute verläuft hier die Nordkanalstraße. Unter anderem haben sich dort ein Hostel, ein Büroeinrichtungsgeschäft und ein Geschäft für Motorradbekleidung eingemietet. Vor 1933 hatte der Deutsche Republikanische Pfadfinderbund in dem Gebäude seine Geschäftsstelle.
Im nationalsozialistischen Deutschen Reich war die Georgsburg Sitz der Verwertungsgesellschaft für Montanindustrie. Im Oktober 1944 richtete die SS im Gebäude ein Außenlager des KZ Neuengamme ein. Der Stadtteil Hammerbrook war durch die Bombenangriffe der Alliierten annähernd vollständig zerstört worden und im Juli 1943 als Sperrgebiet abgeriegelt worden. Die Georgsburg war im Gegensatz hierzu nahezu unbeschädigt geblieben und wurde durch KZ-Häftlinge umgebaut. Das teilweise eingestürzte Vorderhaus erhielt eine Küche. In jedem Stockwerk wurden Waschräume und Toiletten installiert, die jedoch nicht funktionierten, weil die Wasserversorgung in Hamburg durch die Bombenangriffe zum Erliegen gekommen war. Eine Badewanne war die einzige Wasserquelle. Da in ihr auch Pinkelbecken gereinigt wurden, breiteten sich rasch Krankheiten aus. Die Fenster des Gebäudes wurden zugemauert, der Eingang zur Spaldingstraße konnte gut bewacht werden. Die Kommandantur und die Wachdienste waren im Hinterhaus untergebracht.

### KZ-Häftlinge

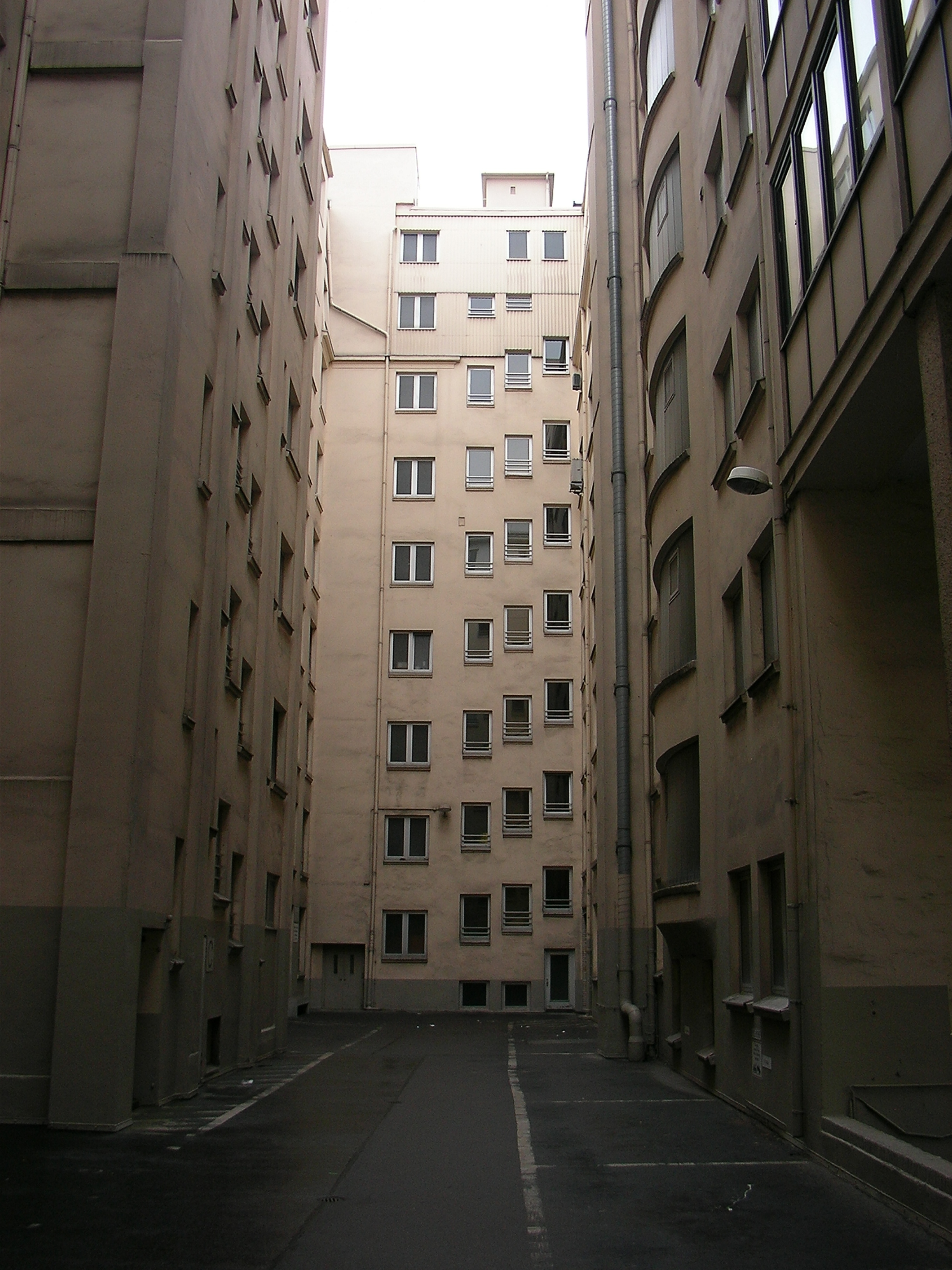
Innenhof

Rund 2000 Häftlinge aus dem Stammlager Neuengamme wurden im Haus untergebracht. Die meisten Häftlinge waren Russen, Polen, Franzosen, Belgier, Dänen, Tschechen und Deutsche. Sie schliefen auf engstem Raum in den Stockwerken zwei bis fünf. Im sechsten Stockwerk wurde ein Krankenrevier eingerichtet.
Die Häftlinge wurden morgens um 4:30 Uhr geweckt. Es folgten die Betteninspektion, das Frühstück – bestehend aus Eichelkaffee –, Zählappell im Innenhof der Georgsburg und Einteilung der Häftlinge in Arbeitskommandos. Der Hunger der Insassen war allgegenwärtig und zwang die Gefangenen, auf ihren Wegen zu den Arbeitseinsätzen Mülltonnen zu durchsuchen oder überfahrene Tiere zu essen. Viele Häftlinge verhungerten.
Das KZ-Außenlager Hammerbrook war das Außenlager des KZ Neuengamme mit der höchsten Anzahl an Todesopfern: nachweislich etwa 500 Menschen starben während ihrer Inhaftierung, geschätzt sind es etwa 800 Häftlinge. Allein 300 Häftlinge starben im Dezember 1944. Der Rückweg von den Arbeitseinsätzen zum Außenlager war häufig mit dem Tragen von Toten verbunden. Etliche Häftlinge waren von KZ-Aufsehern erschlagen worden oder aufgrund völliger Erschöpfung gestorben. Die Leichen wurden in einem Raum im Erdgeschoss abgelegt. Sterbende Häftlinge wurden dem Arzt im Krankenrevier überlassen. Jede Woche wurden die Leichen zum Stammlager nach Neuengamme transportiert, wo sie im Krematorium verbrannt wurden.

### Funktion
Da die meisten Männer während des Zweiten Weltkriegs Militärdienst leisten mussten, fehlten in Hamburg Arbeitskräfte. Die KZ-Insassen wurden daher für Arbeiten unterschiedlicher Art eingesetzt. Die meisten Kommandos erreichten ihre Arbeitsstellen zu Fuß, andere fuhren mit der Straßen- oder der S-Bahn. Die Hauptarbeit lag darin, Schutt zerstörter, kriegswichtiger Gebäude wegzuräumen oder Sand, Baumaterialien und sonstige schwere Lasten hin- und herzuschaffen. Das Suchen von Minen und das Entschärfen von Blindgängern war besonders gefährlich. Schwer waren auch die Gleisreparaturarbeiten für die Deutsche Reichsbahn, die bei jeder Witterung im Freien durchzuführen waren. Bei den Arbeiten in der Billbrauerei oder im Telegrafenamt hatten die Gefangenen hingegen ein Dach über dem Kopf und erhielten mittags einen Teller Suppe.

### Lagerleitung und Wachmannschaft
Erster Lagerleiter des Außenlagers war bis November 1944 der SS-Führer Karl Wiedemann, der zudem in Personalunion Stützpunktleiter aller Neuengammer KZ-Außenlager auf Hamburger Stadtgebiet war. Nach einer Interimslösung beaufsichtigte ab Dezember 1944 der SS-Führer Arnold Strippel, der auch für den Mord an den Kindern in der Schule Bullenhuser Damm mitverantwortlich war, von dort aus als Lagerleiter alle Außenlager des KZ Neuengamme. Stellvertretender Lagerleiter war in Funktion eines Rapportführers durchgehend Hans Fiekers. Das Lagerpersonal bestand aus Angehörigen der Polizei und des Zolls, die in die Waffen-SS überführt wurden.

### Endphase des Lagers
Die Räumung des Außenlagers begann Mitte April 1945. Die Häftlinge wurden zu Fuß oder mit Lastwagen ins KZ Sandbostel bei Bremen geschafft, in dem viele an Krankheiten oder an Entkräftung starben. Die Befreiung des KZ Sandbostel durch die Briten erfolgte am 29. April 1945.

## Streit um die Gedenktafeln

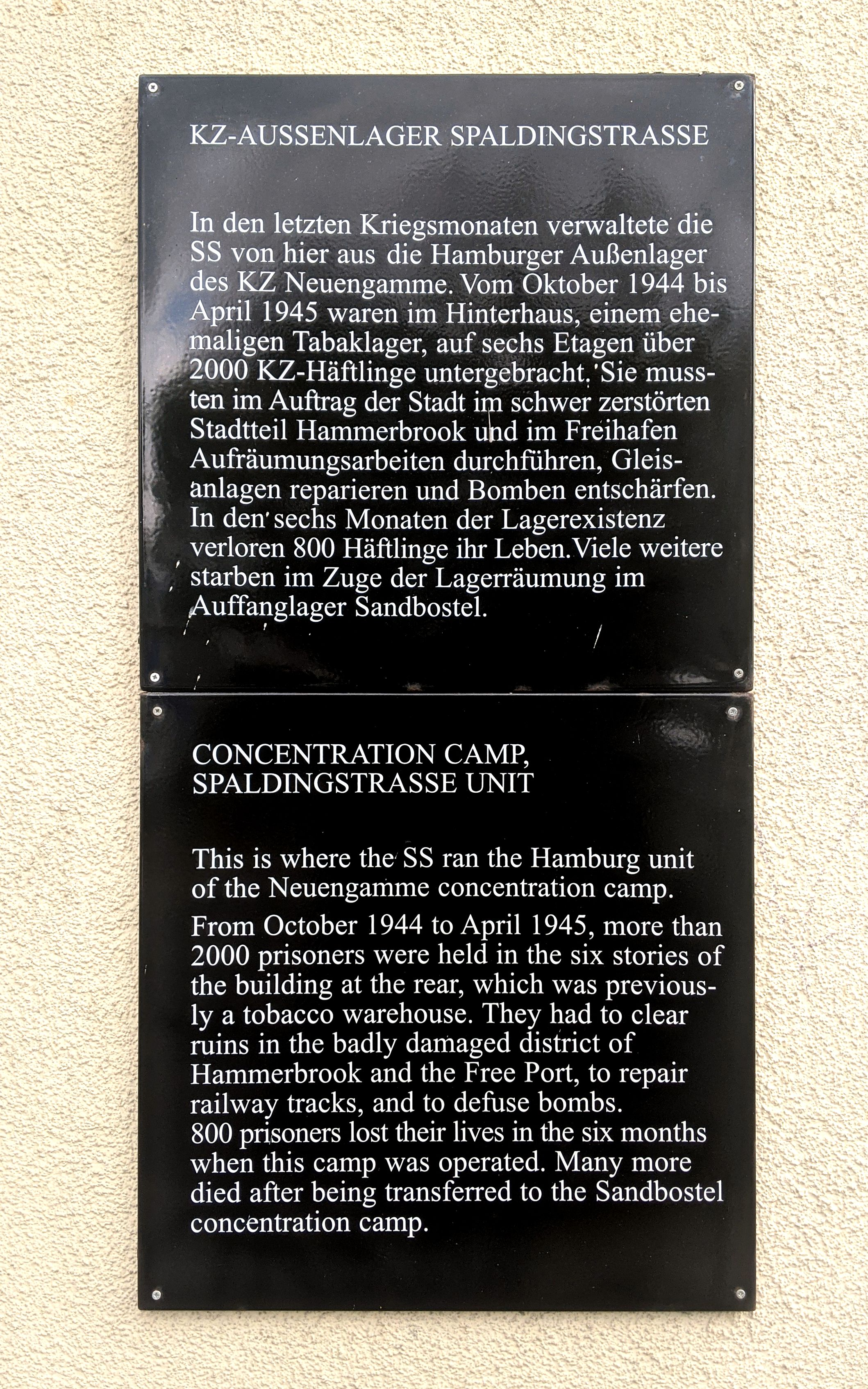
Gedenktafeln (deutsch + englisch) am neuen Aufhängungsort, Mai 2025

Eine ehemalige Geschichtslehrerin des Gymnasiums Klosterschule und die KZ-Gedenkstätte Neuengamme setzten sich seit 2007 dafür ein, dass in dem nach dem Zweiten Weltkrieg neu entstandenen Gebäudekomplex Gedenktafeln angebracht würden. 2009 erklärte sich die damalige Eigentümerin, die IVG Immobilien, Nachfolgerin der Montan und seit 1993 privatisiert, hierzu bereit. Am 26. Oktober 2009 erfolgte die feierliche Einweihung durch den Staatsrat der Hamburger Kulturbehörde. Der Text auf den Gedenktafeln lautete:

„In den letzten Kriegsmonaten verwaltete die SS von hier aus die Hamburger Außenlager des KZ Neuengamme. Vom Oktober 1944 bis April 1945 waren im Hinterhaus, einem ehemaligen Tabaklager, auf sechs Etagen über 2000 KZ-Häftlinge untergebracht. Sie mussten im Auftrag der Stadt im schwer zerstörten Stadtteil Hammerbrook und im Freihafen Aufräumungsarbeiten durchführen, Gleisanlagen reparieren und Bomben entschärfen. In den sechs Monaten der Lagerexistenz verloren 800 Häftlinge ihr Leben. Viele weitere starben im Zuge der Lagerräumung im Auffanglager Sandbostel.“

Die Einweihung verlief jedoch nicht ohne Zwischenfälle, da Mitarbeiter des im Gebäude untergebrachten Büroeinrichtungsgeschäftes Broders & Knigge die Rollläden lautstark auf- und abfahren ließen. Bereits drei Wochen später hatte die Eigentümergesellschaft IVG die Tafeln ohne Abstimmung mit der Kulturbehörde entfernt, da sie im Frontbereich geschäftsschädigend gewirkt und Mieter des Gebäudes sich beschwert haben sollen. Die IVG hatte die Tafeln im Innenhof aufstellen lassen, dessen Betreten jedoch verboten war.
Die Kulturbehörde in Hamburg zeigte sich „zutiefst verwundert“. Der Vorsitzende der Jüdischen Gemeinde in Hamburg sprach von einer „Verhöhnung der Toten“, die Verlegung der Gedenktafeln sei eine „nachträgliche Schändung der Toten“. Der Leiter der KZ-Gedenkstätte Neuengamme Detlef Garbe forderte die Anbringung der Tafeln an der vorherigen Stelle. Wenige Tage später wurden die Gedenktafeln am ursprünglichen Ort wieder anmontiert.

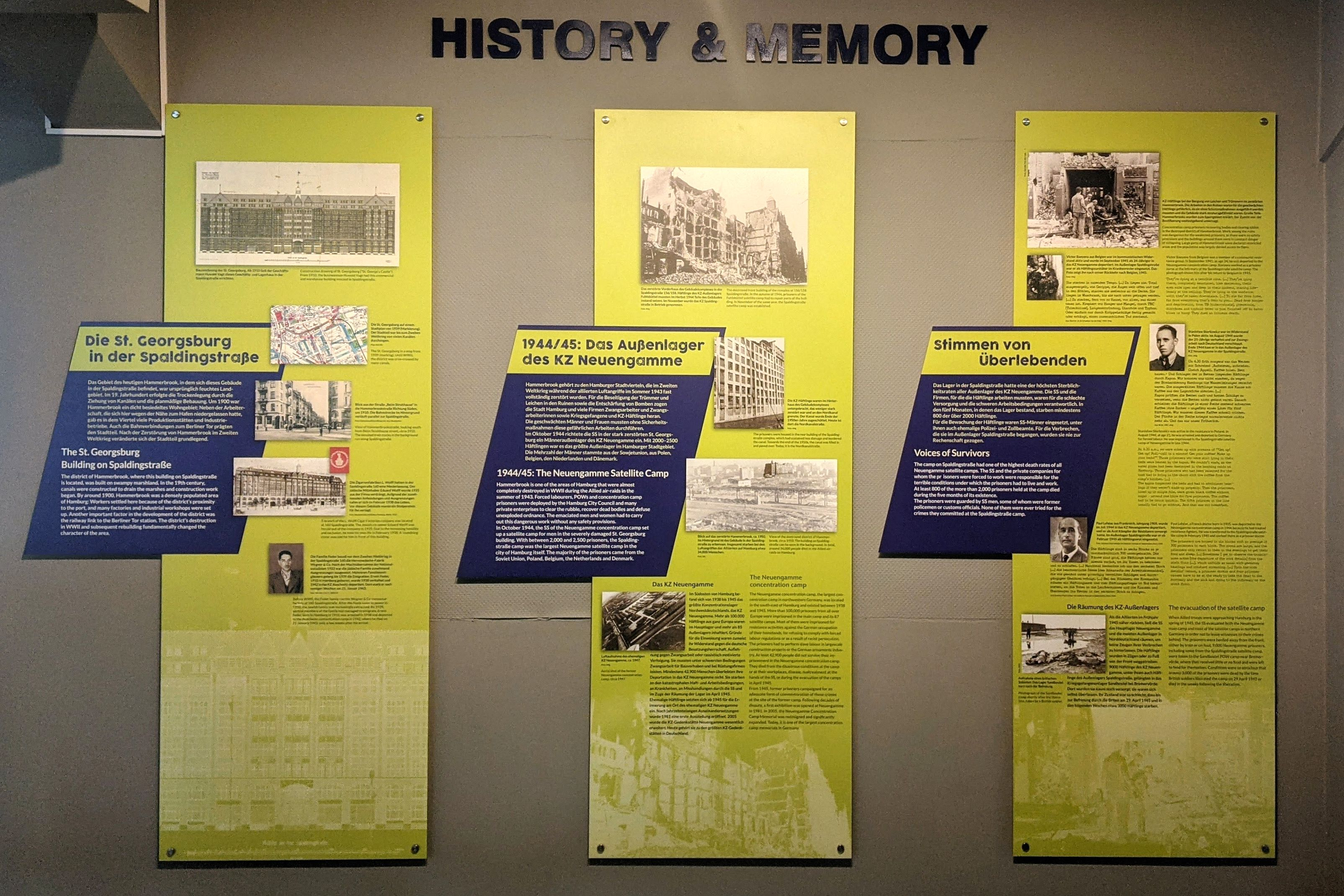
Neugestaltete Schautafeln im Foyer des Hostels, Mai 2025

Im Foyer des Hostels A&O Hamburg City, das sich seit Mai 2012 in dem Gebäudekomplex befindet, erklären zwei öffentlich zugängliche bebilderte Schautafeln in deutscher und in englischer Sprache die Vergangenheit des Gebäudes. Bereits im Vorfeld der Eröffnung war der neue Eigentümer mit der KZ-Gedenkstätte Neuengamme in Verbindung getreten, um mit deren Hilfe diese Tafeln erstellen zu lassen.
Im April 2025 wurden die beiden Tafeln (in Deutsch und Englisch) zur besseren Sichtbarkeit näher an den Eingang des Hostels gehängt und zusätzlich eine Stolperschwelle im Gehweg davor verlegt. Zugleich wurde im Foyer des Hostels eine überarbeitete Schautafel-Ausstellung zur Geschichte des Hauses eingeweiht.